# Good Trouble
Good Trouble är en amerikansk komedi-  och dramaserie vars första säsong hade premiär den 8 januari 2019. Första säsongen bestod av 13 avsnitt. Seriens femte säsong hade premiär den 16 mars 2023. Serien är skapad av Bradley Bredeweg, Joanna Johnson och Peter Paige, som också medverkat i att skriva seriens manus. Serien är en spinoff av TV-serien The Fosters.

## Handling
Serien kretsar kring systrarna Callie och Mariana Foster som lämnar föräldrahemmet och flyttar till Los Angeles. Callie får där jobb som juridisk assistent medan Mariana arbetar som utvecklare.

## Rollista i urval
- Maia Mitchell - Callie Adams Foster
- Cierra Ramirez - Mariana Adams Foster
- Zuri Adele - Malika Williams
- Sherry Cola - Alice Kwan
- Tommy Martinez - Gael Martinez
- Roger Bart - Judge Curtis Wilson
- Emma Hunton - Davia Moss
- Josh Pence - Dennis Cooper
- Beau Mirchoff - Jamie Hunter
- Bryan Craig - Joaquin Peréz
- Priscilla Quintana - Isabella Tavez
- Booboo Stewart - Luca Ryusaki